# De Schorre

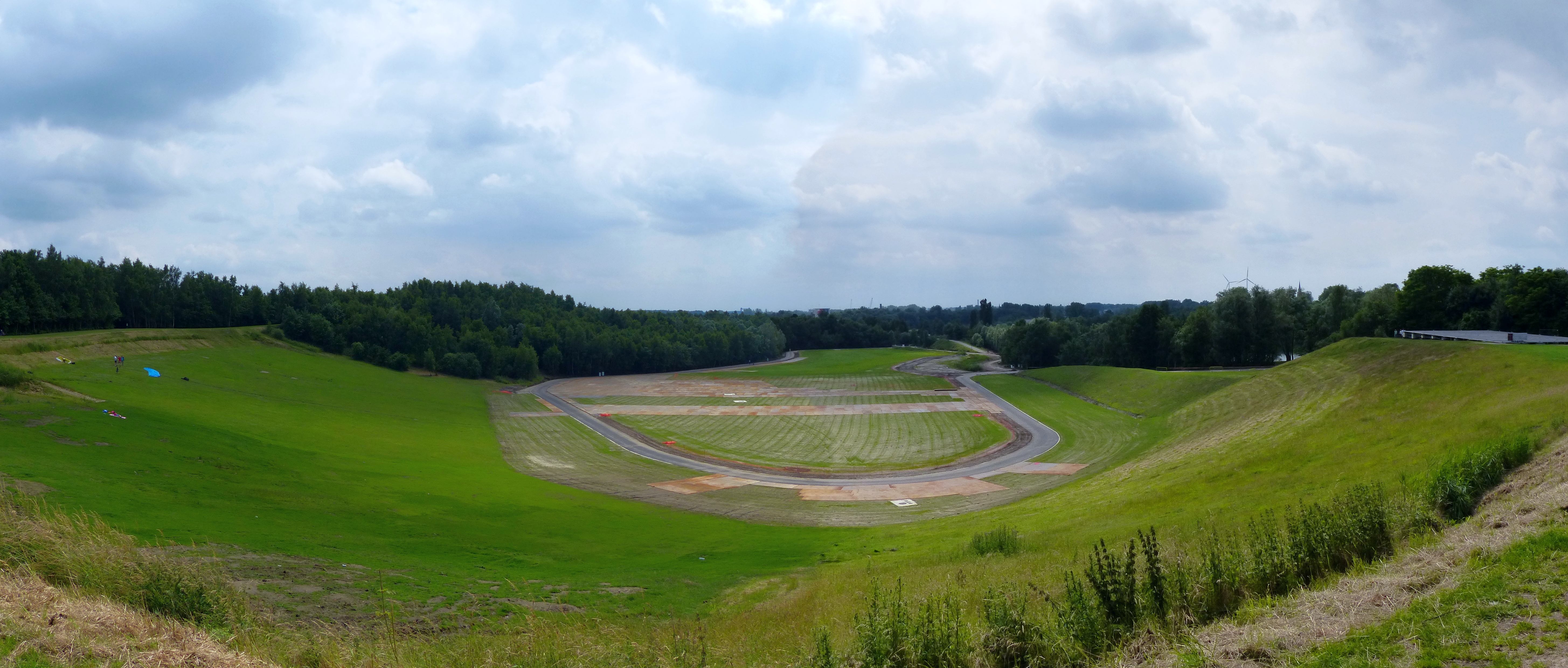
Voormalige kleiput in De Schorre

De Schorre is een provinciaal recreatiedomein uitgebaat door de provincie Antwerpen gelegen in Boom. Het 75 ha grote domein is beschikbaar voor recreatie, sport en evenementen. Het recreatiedomein werd aangelegd rond een aantal buiten gebruik genomen oude kleiputten.

## Faciliteiten
Op het domein zijn een brasserie, binnen- en buitenspeeltuin, een recreatievijver met waterfietsen, visvijvers, blotevoetenpad en een paar stelplaatsen voor mobilhomes. De sportinfrastructuur omvat voetbalvelden, hockeyvelden, een omnisportveld, skatepark, mountainbikeroute, recreatievijver voor kajakpolo, deltahelling en judozaal. Het congrescentrum De Pitte biedt vergader- en eventaccommodatie voor kleinere groepen. 
Op het domein staan in samenwerking met Tomorrowland een aantal kunstobjecten, waaronder de brug met ingekerfde boodschappen van bezoekers  en beeld ‘One World’ van Arne Quinze, het ‘Magisch Trollenbos’ van Thomas Dambo en de mozaïektrap ‘The Stairway to Unity’.

## Evenementen
- Het domein kreeg bekendheid door festivals als het Kinderrechtenfestival, Schorremorrie en Mano Mundo, en werd wereldberoemd door het grootschalige dance-evenement Tomorrowland dat sinds 2005 in het park plaatsvindt. Van juni tot half augustus is De Schorre hierdoor niet of maar gedeeltelijk toegankelijk voor recreatie.

- Sinds 2012 wordt hier jaarlijks de Spartacus run georganiseerd, een parcours van 10 kilometer met 27 hindernissen.[1]

- In augustus 2013 werden de Europese kampioenschappen hockey voor mannen en vrouwen georganiseerd op de velden van hockeyclub Braxgata.

- Vanaf 2015 wordt de veldrit Niels Albert CX op het domein verreden. De wedstrijd maakt sinds 2017 deel uit van de Superprestige veldrijden.[2]
- Elk jaar in mei vindt Theater Aan Twater plaats in De Schorre. Op die tweedaagse festival kan je nationale- en internationale acts bewonderen.
- In december 2024 vond in De Schorre de eerste editie plaats van de Sprookjeswandeling van Deep Bridge.